# 야마나카 신야
야마나카 신야(일본어: 山中 伸弥, 1962년 9월 4일 ~ )는 일본의 의학자이며 줄기세포 연구자이다. 교토 대학 iPS 세포 연구소 명예소장·교수, 캘리포니아 대학교 샌프란시스코 그래드스톤 연구소 선임연구원, 일본 학사원 회원이다. 학위는 오사카 시립 대학 박사(의학).
2012년에 ‘성숙하고 특화된 세포들이 인체의 세포 조직에서 자라날 수 있는 미성숙 세포로 재프로그램할 수 있다는 것을 발견’한 공로로 존 거든과 함께 노벨 생리학·의학상을 수상했다. 일본인으로서는 19번째 노벨상 수상자이자 일본의 두 번째 생리학·의학상 부문 수상자이다.

## 인물

### 유년 시절부터 학창 시절까지
오사카부 히라오카시(현: 히가시오사카시 히라오카 지구) 출신으로 초등학교는 당초 히라오카히가시 초등학교에 다녔지만 나라현 북서부에 위치한 나라시의 가쿠엔마에로 이사하여 초등학교 4학년부터는 나라 시립 세이와 초등학교에 다녔다. 그 후 대학교 1학년 때까지 가쿠엔마에에서 거주했다.
중학교는 오사카 교육대학 부속 덴노지 중학교에 진학했는데 중학교 3학년 때는 생도회 부회장을 맡았다. 그 당시 생도회장은 긴키 대학 이사장과 경제산업대신을 지낸 세코 히로시게였다. 중학교 시절에 유도를 시작했으며 고등학교부터 대학교 2학년 때까지 계속했는데 특히 고교 시절에는 유도 2단을 취득했다. 또한 야마나카와 세코는 자택도 가까워 중·고등학교 6년 간을 동급생이자 친구 사이로 지내고 있어서 같은 전차로 통학하고 있었다. 고등학교에서는 세코도 유도부에 들어가 함께 유도에만 몰두했다고 한다.
고등학교에는 오사카 교육대학 교육학부 부속 고등학교 덴노지 교사(현: 오사카 교육대학 부속 고등학교 덴노지 교사)로 진학하여 친구와 ‘가레산스이’라는 밴드를 결성하여 활동했다. 아버지로부터 의사가 될 것을 권유받았지만 장래 진로를 결정하지 못하고 고민하고 있었다. 그러나 도쿠다 도라오의 저서 《생명만은 평등하다》를 읽고 도쿠다의 삶에 감명을 받아 의사가 되기로 결심했다고 한다.
졸업 후 고베 대학 의학부 의학과에 진학했는데 대학 3학년부터는 럭비를 시작했다.

### 임상의 지망으로부터 연구자로 지망하기까지
고베 대학 의학부 의학과를 졸업한 후 국립 오사카 병원 정형외과에서 임상연수의로서 근무했다. 학창 시절에 유도나 럭비를 하면서 10회 이상 골절상을 입는 등 부상이 일상다반사였기 때문인지라 정형외과의 길을 택했지만 다른 의사에 비해 의료 기술면에서 서투르는 등 담당 지도의로부터 호된 질책을 받고 필요없는 사람으로 취급받았을 뿐만 아니라 주변에서는 자신을 향해 ‘자마나카’(ジャマナカ)라고 불리는 일도 있어서 ‘적성에 맞지않았다’고 느꼈다고 한다. 중증으로 된 류마티스 관절염에 걸린 여성 환자를 담당하여 환자의 전신 관절이 변형된 모습을 보고 충격을 받아 중증 환자를 구하는 수단을 연구하기 위해서 연구자의 길을 택하게 됐다.

### iPS 세포의 연구
곧바로 새로운 일을 하고 싶어하는 질리기 쉬운 성격이지만 정형외과에서 하는 일을 단조롭다고 느낀 적도 있어서 병원을 퇴직, 1989년에 오사카 시립 대학 대학원에 입학했다. 야마모토 겐지로가 교수로 재직하고 있던 약리학 교실에서 미우라 가쓰유키 강사의 지도 하에 연구를 시작했다. 애당초에는 언젠가 임상의로 돌아갈 계획이었다고 한다. 지도 교관이었던 미우라는 훗날 “매우 우수하면서 시간을 효율적으로 사용하고 적당한 시간이 되면 연구를 끝내고 집에 돌아갔다. 누구라도 좋아하게 되는 상쾌한 성격이었다”고 술회했다. 1993년, “Putative Mechanism of Hypotensive Action of Platelet-Activating Factor in Dogs”(‘마취된 개에 있어서 혈소판활성인자의 강압기서’)라는 제목의 논문 제출, 박사학위(의학)를 취득했다. 그러나 박사학위 취득한 후에는 ‘어떻게 하면 사람의 3배 연구를 할 수 있을까’를 생각하여 연구에만 몰두했는데 대부분 잠자리에 들지 않고 연구에만 몰두하는 일이 많았고 고된 일에는 누구에게도 지지않을 자신이 있었다고 한다.
과학 잡지 공모에 닥치는데로 응모(본인에 따르면 30건 이상이라고 한다)하여 채용된 캘리포니아 대학교 샌프란시스코 그래드스톤 연구소에 박사연구원으로서 유학, 토머스 이넬라리티 교수의 지도 하에 iPS 세포 연구를 시작하게 됐다.
그 후 미국에서 귀국하여 일본 학술진흥회 특별연구원(PD)을 거친 후 일본 의학계에 복귀, 이와오 히로시 교수의 지도 하에 오사카 시립 대학 약리학 교실의 조수로 발탁됐다. 하지만 (취임 직후 당시의)연구 환경에서 미국과의 격차에 어려움을 느낄 정도로 고민했으며 악전고투하는 날들이 계속됐다. 미국과는 달리 실험용 쥐를 관리하는 담당자가 없을 뿐만 아니라 실험용 쥐의 관리에 쫓기기도 했다. 또한 당시로서는 iPS 세포의 유용성이 의학 연구 세계에 있어서 중시되지 않았고 바로 도움이 되는 신약을 연구하지 않았기 때문에 주변의 이해를 얻지 못하는 등 급기야 반우울증 상태에 몰리기도 했다. 기초 연구를 그만두고 연구의보다 급여가 좋은 정형외과 의사로 돌아가겠다고 결심하던 찰나에 우연히 과학 잡지에서 찾아낸 나라첨단과학기술대학원대학의 공모에 ‘어차피 그만 둘거니까 연구직을 그만두는 계기를 위해서’라는 생각으로 응모했는데 채용에 이르러, 미국 시절과 닮은 연구 환경 속에서 다시 기초 연구를 재개했다. 나라첨단과학기술대학원대학에서는 매일 아침 캠퍼스에서 조깅하고 컨디션 관리에도 힘썼다.
2003년부터 과학기술진흥기구의 지원을 받아 5년 간 3억 엔의 연구비를 얻고 연구에 종사했다. 연구비 지급 심사 면접을 한 기시모토 다다미쓰는 “잘 될거라고 생각은 안했지만 박력에 감탄했다”라고 말했다. 나라첨단과학기술대학원대학에서 iPS 세포 개발에 성공하고 2004년에 교토 대학으로 자리를 옮겼다. 2007년 8월부터는 캘리포니아 대학교 샌프란시스코 그래드스톤 연구소 상급연구원을 겸임, 같은 연구소에 마련된 연구실과 일본을 한 달에 한 번을 왕복하여 연구에 전념했다.

### iPS 세포의 개발
2006년 8월 25일, 미국의 학술지 《셀》에 교토 대학 재생의과학연구소 교수인 야마나카와 특임조수였던 다카하시 가즈토시 등에 의한 논문이 발표됐다. 논문에 의하면 야마나카 등은 쥐의 배성섬유아세포에 4개의 인자(Oct3/4, Sox2, c-Myc, Klf4)를 도입하는 것으로 ES세포와 같은 분화 다능성을 가진 쥐인공다능성줄기세포(iPS 세포 : induced pluripotent stem cell)를 작성했다. 이 작성에는 다카하시 가즈토시와 함께 야마나카 연구실의 제1기 박사학위 취득자였던 도쿠자와 요시미가 나라 첨단과학기술대학원대학에 있어서 야마나카 아래에서 작성한 Fbx15 노크 인 마우스의 존재가 같은 도쿠자와가 찾아내고 있던 Klf4의 식견과 함께 중요했다고 야마나카는 회고했다.
2007년 11월 21일, 야마나카 연구팀은 연구를 한층 더 진행하여 성인의 피부에 발암유전자 4가지 종류 등의 유전자를 도입하는 것만으로 ES세포와 유사한 인간 인공다능성줄기(iPS)세포를 생성하는 기술을 개발하여 그 결과를 논문으로 학술지 《셀》에 발표해서 세계적인 주목을 끌었다. 같은 날, 세계 최초로 인간의 수정란에서 ES세포를 만든 위스콘신 대학교 교수인 제임스 톰슨도 야마나카의 쥐 iPS 세포 생성의 연구 성과를 토대로 인간 피부에 발암유전자 등 4종류의 유전자를 도입하는 방법을 통해서 인간 iPS 세포를 만드는 논문을 발표했다.
이러한 공적에 힘입어, 대한민국의 서울대학교 수의과대학 교수 황우석의 논문 조작 사건으로 인해 한동안 주춤했던 줄기세포 연구가 단번에 진척을 보일 것으로 기대를 모으기도 했다. 미국 대통령 조지 W. 부시는 이 연구가 발표된 2007년 11월 21일에 곧바로 위스콘신 대학교의 연구에 지지를 표명하여 전 세계적인 이목을 끌었다. 일본 정부도 그해 11월 23일, 5년에 70억 엔을 지원하기로 결정했고 그해 11월 28일에는 종합 과학 기술 회의에서 당시 후쿠다 야스오 내각총리대신은 자금 지원을 강화하겠다고 표명했다.

### iPS 세포의 연구 자금 모금 활동
마라톤을 취미로 삼아 나라 첨단과학기술대학원대학 시절에는 매일 아침 캠퍼스를 누비며 조깅했고 교토 대학에 옮기고 난 이후에도 점심시간에 가모가와강 주변을 30분 정도 뛰기도 한다. 일본에 기부 문화를 정착시키는 것을 목적으로 기부 모금을 위한 마라톤 대회에 출전하는 모습을 보였으며, 2012년 3월 11일에 열린 교토 마라톤에서 야마나카는 자신의 완주를 조건으로 내걸고 소위 ‘크라우드 펀딩’으로 불리는 모금 방법에 의한 iPS 기금에 기부를 해달라고 호소했는데 금액은 무려 1,000만 엔 이상의 기부가 모였다. 마라톤에 출전한 야마나카는 4시간 29분 53초의 기록으로 완주했다. 또한 2007년도부터 2011년도까지 6억 엔 이상의 연구 예산이 일본 학술진흥회로부터 야마나카 연구 그룹에 지급됐다. 2013년 10월 27일에 열린 제3회 오사카 마라톤에 야마나카는 재차 모금 활동을 지원하는 ‘자선 대사’로 출전하여 4시간 16분 38초 만에 완주했다.
2015년에 교토 마라톤에 출전하여 3시간 57분 31초 만에 완주했고 2017년 교토 마라톤에서는 54세 나이에 3시간 27분 45초, 이듬해 2018년 벳푸 오이타 마이니치 마라톤 대회에선 55세 나이에 3시간 25분 20초로 자신의 최고 기록을 경신했다.

### 노벨상 수상 이후
수상 소식을 들은 당일 인터뷰에서 “집에서 세탁기를 한창 수리하고 있을 때 수상 소식을 접했다”라고 말했다는 점에서 문부과학대신 다나카 마키코의 제안으로 2012년 10월 19일에 노다 요시히코 내각은 각료 간담회에서 노벨상 수상 축하금으로 야마나카에게 세탁기 구입비 16만 엔을 지급하기로 결정했다.
2013년 1월, 아베 신조 내각의 시모무라 하쿠분 문부과학대신은 예방한 야마나카에게 유도만능줄기세포 연구에 대해서 향후 10년 동안 1,100억 엔 규모의 장기적인 지원을 실시하겠다는 뜻을 표명했다.
2020년 3월 19일, 전세계에 급속히 퍼지고 있는 코로나바이러스에 대해 스스로 정보를 발신하기 위해서 ‘야마나카 신야에 의한 신형 코로나바이러스 정보 발신’이라는 홈페이지를 개설했다.
2010년에는 교토 대학에 신설된 iPS 세포 연구소(CiRA)의 소장으로 취임하여 6기(12년)에 걸쳐 iPS 연구의 지도·지원을 담당했다. 2022년에 소장직에서 퇴임했고 CiRA 교수·주임 연구자로서 연구 최일선에 복귀했다.

## 가족

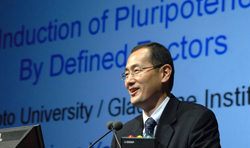
야마나카 신야(2010년)

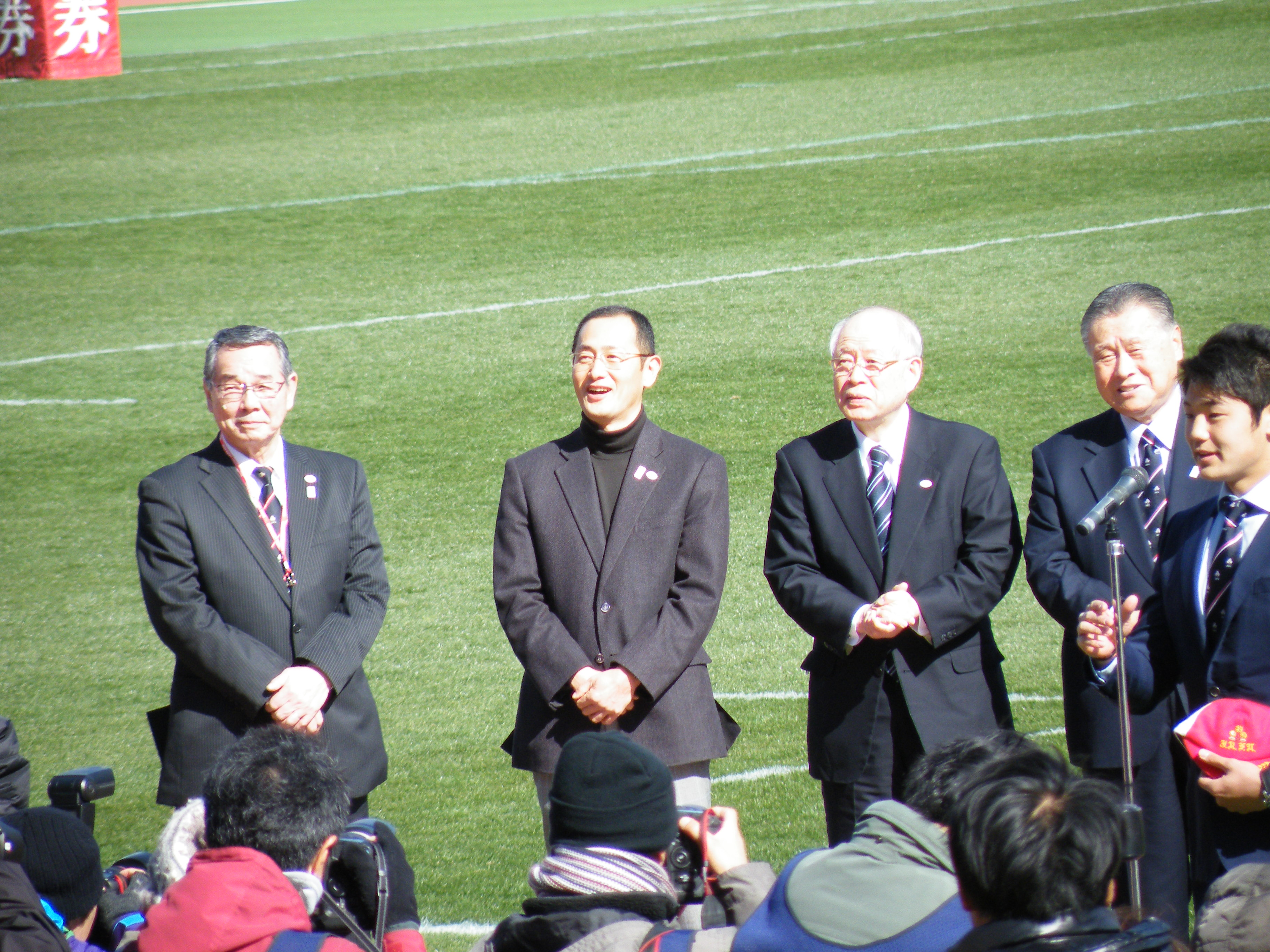
제50회 일본 럭비 풋볼 선수권 대회에서의 야마나카(왼쪽에서 두 번째)

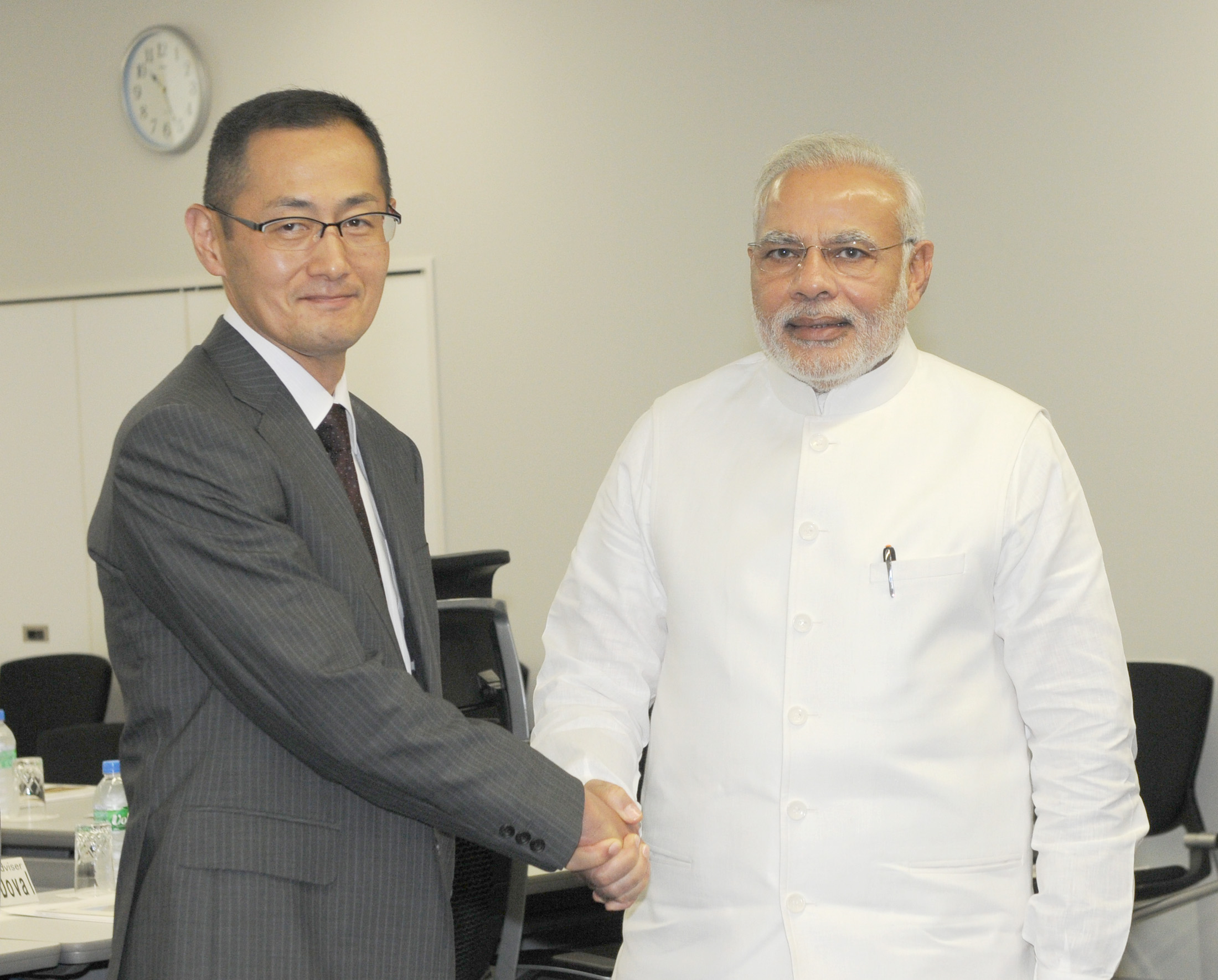
나렌드라 모디 인도 총리(오른쪽)와 악수를 나누고 있는 야마나카(2014년)

- 아버지 야마나카 쇼자부로는 도시샤 공업전문학교(현: 도시샤 대학 이공학부)를 졸업한 후 조부인 야마나카 구마키치가 창업한 재봉틀 부품을 만드는 작은 공장 ‘야마나카 제작소’를 운영했으나[15] 간염으로 향년 58세의 나이로 사망했다. 신야에 대해서는 방임주의자였지만 체력 단련을 위해 유도를 권유했고, 자신의 병(작업 중 흩날린 금속 파편이 뼈에 박힌 것에 의해서 골수염을 앓았음)으로 인해 의사가 되라고 권유했다.[13]

- 외가 쪽인 스가이가(須貝家)는 오사카에서 용접 공장을 운영하고 있었지만 태평양 전쟁으로 소실됐다. 종전 후에는 오이타현 벳푸시로 이주하여 선물용 과자 제조·판매를 하고 있었다.[41] 결혼 후에는 남편의 공장 경리를 담당하며 맞벌이를 했다.[42]

- 여덟 살 연상의 누나가 있다.[13]

- 중·고등학교 시절 동급생이자 고등학교 1학년 때부터 교제했던 피부과 의사인 아내와 결혼했고 슬하에 두 딸을 두고 있다.[43] 딸들은 의사로 활동하고 있다.[44]

- 노벨상을 수상하게 된 야마나카는 81세를 맞은 어머니에게 수상 소식을 전할 수 있어서 기쁘다고 말했다.[45]

## 논란
- iPS 세포 연구소의 부속 동물 실험 시설에서 2011 ~ 2013년 사육실 등에서 관리되고 있던 실험용 유전자 조작 쥐가 시설 내의 별도의 방에서 발견된 사실이 드러나면서 2013년 연말에 문부과학성이 교토 대학에 대해 구두로 엄중주의 조치를 취했다. 이듬해 2014년 3월에 이 건과 관련해서 사과하는 기자회견을 가졌다. 쥐가 시설 바깥으로 이탈했는지는 확인되지 않았다.[46]
- STAP 세포에 관한 논란이 사회적으로 큰 이슈가 됐던 2014년 5월 1일에 신초샤가 주간 신초 골든위크 특대호의 주요 기사로 2000년에 《EMBO Journal》지에 발표된 논문에 대한 지적을 보도했다.[47] 이 지적은 STAP 세포 논란이 일고 있는 와중에 지명도를 높여갔던 11jigen이 2013년에 자신의 블로그에서 ‘날조된 지적이 아니다’라는 말과 함께 기재돼 있던 것으로,[48] 원문은 2채널에 투고된 ‘날조, 부정 논문 종합 스레네오 2’의 240번째 댓글(2013년 3월 30일)과 511번째의 댓글(2013년 4월 6일)이다. 홍보가 지적을 인식하고 있었기 때문에 사전에 조사를 마쳤던 iPS 세포 연구소는 신초샤로부터 연락을 받아 주간 신초가 발매되기 직전에 기자 회견을 열어 야마나카가 날조와 허위로 했다는 것을 인정되지 않았다는 사실을 발표했다. 다만 야마나카는 14년 전의 실험노트 일부가 발견되지 않았던 것에 대해 사과했다.[49][50][51][52][53][54] 사과 기자회견 후 11jigen은 이러한 지적을 했던 것은 ‘익명 A씨’라고 트윗했고[55] 2채널에서 지적했다던 익명 A는 웹사이트 ‘일본의 과학을 생각한다’ 중에서 ‘날조 문제에 대한 분노를’이라는 토픽[56]에 있어서 왜 사죄할 필요가 있는지 모르겠다고 언급했다(이 발언은 2017년 1월 해당 웹사이트 관리자에 의해서 삭제됐다[57]). 논문을 게재한 《EMBO Journal》지는 부정없다는 견해를 지지했다.[58] 이 지적의 타당성이나 14년 전의 실험 노트를 보관하는 문제에 사죄가 있었다는 것에 대해서 일부 연구자들이 의문을 제기하여 규슈 대학의 나카야마 게이이치 교수 등은 ‘트집 잡다’라고 비판했다.[59][60] 한편, 디오반 사건이 발각된 계기를 만든 유이 요시키 조교수는 지적된 그림 7B의 우측 8개의 표준편차 일치는 매우 기묘하다고 《International Journal of Stem Cells》지를 통해서 주장했다.[61] 다만 11jigen는 그림 7B에 대해서 엑셀 조작에 무심코 실수했을 가능성이 있다고 말한다.[62] 야마나카는 2014년 신경제연맹 이노베이션 대상 시상식과 2016년 긴키 대학 졸업식에서 이 사과 기자회견이 위에서 말한 쥐 관리의 미흡에 대한 기자회견과 함께 힘들었던 사실을 언급했다.[63][64] iPS 세포 연구소의 연보나 뉴스레터에는 이 사과 기자회견의 보도가 이뤄지지 않은 것이 적나라하게 게재돼 있다.[65]
- 공저자였던 2보의 논문에 연구 부정이 있었다는 인정이 2015년에 구마모토 대학에서 발표됐지만, 야마나카의 연구 부정에의 관여에는 인정되지 않았다.[66]
- iPS 세포 연구소의 특정 거점 조교가 연구 부정 행위를 저질렀다는 사실이 2018년 1월에 인정됐다. 이 건에 대한 감독 책임을 물어 처분을 받음과 동시에 급여를 자진 반납했다.[67]

## 주요 경력
- 1975년 3월 : 나라 시립 세이와 초등학교 졸업[23]
- 1978년 3월 : 오사카 교육대학 부속 덴노지 중학교 졸업[11]
- 1981년 3월 : 오사카 교육대학 교육학부 부속 고등학교 덴노지 교사 졸업[11]
- 1987년 3월 : 고베 대학 의학부 의학과 졸업
- 1987년 4월 : 오사카 시립 대학 의학부 정형외과학교실 입학[68]
- 1987년 7월 : 국립 오사카 병원 임상연수의(1989년 6월까지)
- 1989년 4월 : 오사카 시립 대학 대학원 의학연구과 약리학 전공 박사 과정 입학
- 1993년 3월 : 오사카 시립 대학 대학원 의학연구과 약리학 전공 박사 과정 수료, 박사(의학)
- 1993년 4월 : 캘리포니아 대학교 샌프란시스코 그래드스톤 연구소 박사연구원
- 1996년 1월 : 일본 학술진흥회 특별연구원
- 1996년 10월 : 오사카 시립 대학 의학부 조수(약리학 교실)
- 1999년 12월 : 나라 첨단과학기술대학원대학 유전자교육연구센터 조교수(동물분자공학 부문)
- 2003년 9월 : 나라 첨단과학기술대학원대학 유전자교육연구센터 교수(동물분자공학 부문)
- 2004년 10월 : 교토 대학 재생의과학연구소 교수(재생유도연구 분야), 2005년 3월까지 나라 첨단과학기술대학원대학 유전자교육연구센터 교수 겸임
- 2005년 4월 : 나라 첨단과학기술대학원대학 대학원 바이오사이언스 연구과 객원교수(2007년 3월까지)
- 2007년 8월 : 캘리포니아 대학교 샌프란시스코 그래드스톤 연구소 상급연구원(Senior Investigator)
- 2007년 9월 : 캘리포니아 대학교 샌프란시스코 해부학 교수
- 2008년 1월 : 교토 대학 물질-세포 통합 시스템 거점 iPS 세포 연구 센터장
- 2010년 4월 : 교토 대학 iPS 세포 연구소 소장
- 2010년 9월 : 나라 첨단과학기술대학원대학 영예교수
- 2012년 6월 : 국제줄기세포학회(ISSCR) 이사장
- 2012년 10월 : ‘성숙하고 특화된 세포들이 인체의 세포 조직에서 자라날 수 있는 미성숙 세포로 재프로그램할 수 있다는 것을 발견’한 공로로 영국의 존 거든과 함께 노벨 생리학·의학상을 수상
- 2016년 3월 : 히로시마 대학 특별영예교수
- 2017년 9월 : 2025년 국제 박람회 유치 특사[69]
- 2019년 8월 : ‘어린이 책의 숲 나카노시마’ 명예관장[70]
- 2019년 9월 : 일반재단법인 교토 대학 iPS 세포 연구 재단 대표이사[71]
- 2020년 4월 : 공익재단법인 교토 대학 iPS 세포 연구 재단 이사장[72](현직[4])
- 2022년 4월 : 12년간 근무한 교토 대학 iPS 세포 연구소 소장직에서 퇴임. 현재 명예소장[4]

## 수상 경력
- 2004년 : 골드 메달(제10회) ‘도쿄 테크노 포럼 21상’ - 《초기배의 분화나 종양 형성을 조절하는 인자의 발견과 재생 의료에의 응용》
- 2006년 : 제3회 일본 학술진흥회상 - 《세포의 핵을 초기화하는 유전자의 해석과 다분화능을 가진 줄기세포의 수립》
- 2007년 : 제25회 오사카 과학상 - 《세포핵을 초기화하는 유전자의 분류와 다능성 줄기세포의 수립》
- 2007년 : 아사히상 - 《만능 세포 제작에 관한 새로운 방법의 개발과 실증》[73]
- 2007년 : 이노우에 학술상
- 2007년 : 마이엔부르크상 - Meyenburg Award 2007 ‘Meyenburg Foundation / German Cancer Research Center (DKFZ)’
- 2008년 : 로베르트 코흐상[74]
- 2008년 : 과학 기술 특별상
- 2008년 : 쇼상(생명과학·의학 부문) - 인공다능성줄기세포(iPS 세포)의 연구[75]
- 2008년 : 우에하라상(다능성줄기세포의 유지와 유도에 대해)[76]
- 2008년 : 야마자키 데이이치상(다능성줄기세포의 유지와 유도)[77]
- 2008년 : 시마즈상(인공다능성줄기세포에 의한 생체 반응 예상에 대해 : 일본 생화학회 추천)[78]
- 2008년 : 다케다 의학상(다능성줄기세포의 유지와 유도)
- 2008년 : 주니치 문화상 수상[79]
- 2008년 : 마스리상
- 2008년 : 로젠스틸상
- 2009년 : 가드너 국제상
- 2009년 : 앨버트 래스커 기초 의학 연구상(존 거든과의 공동 수상)
- 2010년 : 은사상·일본 학사원상
- 2010년 : 발생생물학 마치 오브 다임스상
- 2010년 : 톰슨 로이터 선정 ‘노벨상 수상 예측 인물’[80]
- 2010년 : 교토상 첨단기술 부문
- 2010년 : 발찬상
- 2011년 : 울프 의학상 - ‘인공다능성줄기세포(iPS 세포) 연구에의 혁신적인 공헌’(MIT 교수인 루돌프 재니쉬와의 공동 수상)
- 2011년 : 킹 파이살 국제상[81]
- 2011년 : 올버니 의료센터 상[82]
- 2012년 : 밀레니엄 기술상
- 2012년 : 노벨 생리학·의학상(존 거든과의 공동 수상)[83][84]
- 2013년 : 생명과학 돌파구 상(Breakthrough Prize in Life Sciences)[85][86]

### 상훈·영예
- 2008년 : 자수포장[87]
- 2008년 : The 2008 TIME 100 - The World's Most Influential People(세계에서 가장 영향력이 있는 100명)
- 2010년 : 교토시 시민영예상
- 2010년 : 문화공로자[88]
- 2011년 : 미국 과학 아카데미 외국인 회원[89]
- 2012년 : 문화훈장[90]
- 2012년 : 교토부 특별영예상
- 2013년 : 히가시오사카시 명예시민
- 2013년 : 교토시 명예시민

## 저서

### 논문
- Takahashi, K.; Yamanaka, S. (2006). “Induction of Pluripotent Stem Cells from Mouse Embryonic and Adult Fibroblast Cultures by Defined Factors”. 《Cell》 126 (4): 663. doi:10.1016/j.cell.2006.07.024. PMID 16904174. 2010년 3월 27일에 원본 문서에서 보존된 문서. 2014년 11월 18일에 확인함.

2006년에 《셀》에 게재된 논문이며 쥐의 세포에서 다능성줄기세포를 만들어내는 데 성공했음을 보고한 것으로 2012년에 노벨상 수상의 직접적인 계기가 된 논문이다. 세포 분화 과정은 한 방향으로 진행되지 않고 역행도 가능하다는 점, 즉 세포의 만능성을 실질적으로 증명한 보고서였다. 《셀》은(지연형) 오픈 액세스 잡지이므로, 링크된 곳에서 논문 전체를 읽을 수 있다. 교토 대학의 학술 기관지 ‘KURENAI’에서도 해당 논문의 본문 사본이 공개돼 있다(hdl: 2433/159777).
- Takahashi, K.; Tanabe, K.; Ohnuki, M.; Narita, M.; Ichisaka, T.; Tomoda, K.; Yamanaka, S. (2007). “Induction of Pluripotent Stem Cells from Adult Human Fibroblasts by Defined Factors”. 《Cell》 131 (5): 861–872. doi:10.1016/j.cell.2007.11.019. PMID 18035408. 2010년 11월 10일에 원본 문서에서 보존된 문서. 2014년 11월 18일에 확인함.

2007년에 《셀》에 게재된 논문이며 위에서 언급한 바와 같이 생쥐로 성공을 거둔 방법을 인간에게 응용하여 성공을 거두었음을 보고한 것으로 성인의 피부 세포에서 다능성줄기세포를 만드는 데 성공했음을 알렸다. 이 논문은 인간에게 있어서 재생의료(자기 신체의 일부에서 이식용 장기를 만들어내는 것, 예를 들면 피부로 장기를 만드는 것 등)의 구체화 될 수 있는 가능성을 제시한 논문으로 사회적으로도 큰 주목을 받았다.
- Aoi T; Yae K; Nakagawa M; Ichisaka, T.; Okita, K.; Takahashi, K.; Chiba, T.; Yamanaka, S. (2008). “Generation of pluripotent stem cells from adult mouse liver and stomach cells”. 《Science》 321 (5889): 699–702. doi:10.1126/science.1154884. PMID 18276851.

2008년에 《사이언스》에 게재된 논문. 어른 쥐의 간과 위세포에서 다능성줄기세포를 만들어내는 데 성공했음을 보고한 논문이다. 이 논문은 일본어 번역본을 열람할 수 있다.
- 인공다능성줄기세포 - 2008년에 사이언스에 게재된 야마나카의 논문과 2007년 《셀》에 게재된 제임스 톰슨이 작성한 논문의 일본어 번역

- 야마나카 신야 (2009년). “iPS細胞の可能性と課題” [iPS 세포의 가능성과 과제]. 《일본 내과학회 잡지》 (일본 내과학회) 98 (9): 2141-2145. doi:10.2169/naika.98.2141.
- 야마나카 신야, iPS 세포 연구의 진전 - 일본 소화기내시경학회잡지, 2012년 54권 Supplement2호 p.2604, doi:10.11280/gee.54.2604
- 후나코시 슌스케, 야마나카 신야, 요시다 요시노리, 일본에서 개발된 세포: iPS 세포 - 순환기 전문의, 2015년 23권 2호 p.299-304, doi:10.1253/jjcsc.23.2_299

2009년에 야마나카가 일본어로 쓴 iPS 세포에 대한 해설이다. 링크된 곳에서 무료로 열람할 수 있다.
- (일본어) 국립 정보학 연구소 수록 논문 - 국립 정보학 연구소

### 서적
전문 서적
- 야마나카 신야·나카우치 히로미쓰, 편집. (2008년 3월 13일). 《実験医学 Vol.26 No.5　再生医療へ進む最先端の幹細胞研究─注目のiPS・ES・間葉系幹細胞などの分化・誘導の基礎と, 各種疾患への臨床応用》 [재생의료로 나아가는 최첨단의 줄기세포 연구 - 주목할만한 iPS·ES·간엽계 줄기세포 등의 분화, 유도의 기초와 각종 질환으로의 임상응용]. 26-05 실험의학 증간. 요도샤. OCLC 229850039. ISBN 4-7581-0289-9, ISBN 978-4-7581-0289-6
- 야마나카 신야(감수), 편집. (2009년 9월 17일). 《iPS細胞の産業的応用技術》 [iPS 세포의 산업적 응용 기술]. CMC books. 시엠시 출판. OCLC 437307425. ISBN 4-7813-0122-3, ISBN 978-4-7813-0122-8
- 아가타 기요카즈; 나카우치 히로미쓰; 야마나카 신야; 오카노 히데유키; 야마토 마사유키 (2009년 12월 10일).  아사시마 마코토·구로이와 쓰네요시·고하라 유지, 편집. 《再生医療生物学》 [재생의료생물학]. 현대 생물 과학 입문 7. 이와나미 쇼텐. OCLC 676343311. ISBN 4-00-006967-5, ISBN 978-4-00-006967-0
- 일본 재생의료학회(감수), 야마나카 신야·나카우치 히로미쓰, 편집. (2012년 10월 20일). 《幹細胞》 [간세포]. 재생 의료 총서 1. 아사쿠라 쇼텐. OCLC 840425058. ISBN 4-254-36071-1, ISBN 978-4-254-36071-4

일반 서적
- 하타나카 마사카즈; 야마나카 신야 (2008년 5월 24일). 《iPS細胞ができた! ひろがる人類の夢》 [iPS 세포가 생겼다! 넓어지는 인류의 꿈]. 슈에이샤. OCLC 836140020. ISBN 4-08-781395-9, ISBN 978-4-08-781395-1
- 마스카와 도시히데; 야마나카 신야 (2011년 1월 20일). 《「大発見」の思考法 iPS細胞vs.素粒子》 [‘대발견’의 사고법 iPS 세포 vs.소립자]. 분슌신쇼 789. 분게이슌주. OCLC 744258261. ISBN 4-16-660789-8, ISBN 978-4-16-660789-1
- 야마나카 신야(저) (2012년 10월 10일). 《山中伸弥先生に、人生とiPS細胞について聞いてみた》 [야마나카 신야 선생에게 인생과 iPS 세포에 대해 물어보다]. 미도리 신야(대담). 고단샤. OCLC 825176667. ISBN 4-06-218016-2, ISBN 978-4-06-218016-0
- 야마나카 신야; 히라오 세이지; 히라오 게이코 (2017년 10월 5일). 《友情 平尾誠二と山中伸弥「最後の一年」》 [우정: 히라오 세이지와 야마나카 신야 ‘최후의 일년’]. 고단샤. OCLC 1005666041. ISBN 4-06-220827-X, ISBN 978-4-06-220827-7
- 야마나카 신야; 후지이 소타 (2021년 12월 8일). 《挑戦 常識のブレーキをはずせ》 [도전 상식의 브레이크를 벗어라]. 고단샤. ISBN 978-4-06-526914-5

한국어 서적
- 《새로운 발상의 비밀 - 노벨상을 수상한 두 과학자의 사고법과 인생 이야기》, 야마나카 신야·마스카와 도시히데 저, 김소연 옮김(해나무, 2013년) ISBN 978-89-5605-709-5
- 《가능성의 발견 - 노벨상 수상자 야마나카 신야 교수의 자전 에세이, 놀림받던 의사에서 세계적인 과학자가 되기까지》, 야마나카 신야 저, 김소연 옮김(해나무, 2013년) ISBN 978-89-5605-668-5

## 같이 보기
- 배아줄기세포(ES세포)
- 유도만능줄기세포(iPS 세포)
- 교토 대학 iPS 세포 연구소
- 지식 재산권

### 주해
1. ↑  히라오카시는 1967년 2월 1일에 후세시·가와치시와의 합병으로 히가시오사카시를 출범시켰기 때문에 당시 4-5세였던 신야는 최초부터 히가시오사카 시립 히라오카히가시 초등학교에 다녔다.
2. ↑  ‘방해’(邪魔)와 ‘야마나카’(山中)의 혼성어.

### 출전
1. 1 2  Takahashi, K.; Yamanaka, S. (2006). “Induction of Pluripotent Stem Cells from Mouse Embryonic and Adult Fibroblast Cultures by Defined Factors”. 《Cell》 126 (4): 663–76. doi:10.1016/j.cell.2006.07.024. PMID 16904174.
2. 1 2  Takahashi, K.; Tanabe, K.; Ohnuki, M.; Narita, M.; Ichisaka, T.; Tomoda, K.; Yamanaka, S. (2007). “Induction of Pluripotent Stem Cells from Adult Human Fibroblasts by Defined Factors”. 《Cell》 131 (5): 861–872. doi:10.1016/j.cell.2007.11.019. PMID 18035408.
3. 1 2  Okita, K.; Ichisaka, T.; Yamanaka, S. (2007). “Generation of germline-competent induced pluripotent stem cells”. 《Nature》 448 (7151): 313–317. doi:10.1038/nature05934. PMID 17554338.
4. 1 2 3  “略歴 - 山中 伸弥”. 교토 대학 iPS 세포 연구소. 2022년 4월 1일. 2022년 4월 10일에 원본 문서에서 보존된 문서. 2022년 4월 10일에 확인함.
5. 1 2  최희진 (2012년 10월 8일). “노벨 생리의학상에 영국 거던·일본 야마나카 공동 선정”. 경향신문. 2012년 10월 14일에 확인함.
6. ↑  “노벨 생리의학상, 거던·야마나카 공동 수상”. SBS. 2012년 10월 9일. 2012년 10월 14일에 확인함.
7. ↑  ノーベル医学生理学賞、iPS細胞の京大・山中氏らに - AFP, 2012년 10월 8일
8. ↑  Nobel Prize in Physiology or Medicine 2012 - 노벨 재단 공식 홈페이지, 2012년 10월 8일
9. ↑  あらい日誌 - 나라현 공식 홈페이지
10. 1 2  오사카 교육대학 홍보실 (2016년 10월 12일). “卒業生・山中伸弥教授を迎え，附属天王寺中・高等学校創立記念式典を開催”. 《공식 홈페이지》. 오사카 교육대학. 2017년 6월 20일에 원본 문서에서 보존된 문서. 2020년 4월 19일에 확인함. （...略...）附属天王寺中高の卒業生である京都大学iPS細胞研究所所長の山中伸弥教授が（...略...）
11. 1 2 3  青松同窓会事務局 (2012). “山中伸弥さん（中29期・高23期） ノーベル医学生理学賞を受賞!!”. 《공식 홈페이지》. 大阪教育大学附属天王寺中学校・高等学校天王寺校舎 青松同窓会. 2020년 4월 18일에 확인함.[깨진 링크(과거 내용 찾기)]
12. 1 2 3  “中高からの親友・世耕議員が語る山中教授“負けず嫌い伝説”腕相撲にマラソン”. 《zakzak(석간 후지)》 (산케이 디지털). 2012년 10월 10일. 2013년 7월 28일에 원본 문서에서 보존된 문서. 2012년 10월 13일에 확인함.
13. 1 2 3  山中伸弥; 成田奈緒子 (2021). 《山中教授、同級生の小児脳科学者と子育てを語る》. 고단샤. 22-25쪽.
14. ↑  徳田理事長が山中・京大iPS細胞研究所長と面談 보관됨 2013-10-21 - 웨이백 머신 - 도쿠슈 신문, No.842(2012년 9월 10일자)
15. 1 2  再録・時代を駆ける:山中伸弥／2 「スーパーマンになれ - 마이니치 신문 2012년 10월 8일
16. ↑  제26회 교토상 위크(2010년 12월 1일 개최) ノーベル賞・山中伸弥氏「手術がヘタで、“ジャマナカ”と呼ばれてた」 挫折したことがiPS細胞研究につながる  ログミー
17. 1 2 3 4  《‘대발견’의 사고법》(분슌 신서)
18. 1 2 3 4  “山中氏ノーベル賞:「難病治したい」繰り返した挫折、再起”. 《마이니치 신문》. 2012년 10월 8일. 2012년 10월 10일에 원본 문서에서 보존된 문서. 2012년 10월 8일에 확인함.
19. ↑  야마나카 신야 「科学者になる方法」第10回 - SciencePortal, 2006년 8월 30일
20. ↑  再録・時代を駆ける:山中伸弥／8止 iPSを成人させたい（2011年10月1日掲載） - 마이니치 신문, 2012년 10월 8일
21. ↑  山中伸弥教授 受賞おめでとうございます - 오사카 시립 대학
22. 1 2  再録・時代を駆ける:山中伸弥／1 研究はマラソンに似て（2011年9月21日掲載） - 마이니치 신문, 2012년 10월 8일
23. 1 2  ‘「奈良先端大での研究が原点、母校の小学校も誇り」’ - 요미우리 신문, 2012년 10월 9일
24. ↑  サンフランシスコでも山中氏に祝福の声「この日を待っていた」 - 니혼케이자이 신문, 2012년 10월 9일
25. ↑  야마나카 신야 (2009년 3월). “せるてく・あらかると iPS細胞の樹立--若い力がもたらした幸運 (特集 iPS細胞が与えた衝撃)”. 《세포공학》 28 (3): 242–244. NAID 40016523771.}
26. 1 2  “ヒトの皮膚から万能細胞、再生医療に画期的成果 京大チームが成功”. 산케이 신문. 2007년 11월 22일에 원본 문서에서 보존된 문서. 2007년 11월 21일에 확인함.
27. ↑  “米大統領、万能細胞研究に支持を表明”. 산케이 신문. 2007년 11월 23일에 원본 문서에서 보존된 문서. 2007년 11월 21일에 확인함.
28. ↑  “「万能細胞」国が支援、再生医療実用化へ5年で70億円”. 요미우리 신문. 2008년 2월 9일에 원본 문서에서 보존된 문서. 2007년 11월 23일에 확인함.
29. ↑  時間が許す限り取材を受け、寄付文化を根づかせたい - goethe, 2017년 9월 1일
30. ↑  ‘"走って募るぞiPS研究費 山中所長、京都マラソンで"’ - 아사히 신문, 2012년 3월 11일
31. ↑  ‘"山中教授 大阪マラソンで寄付PR"’ - 요미우리 신문, 2013년 8월 8일
32. ↑  ‘"バテバテ山中教授、亡き恩師が「背中押した」"’ - 요미우리 신문, 2013년 10월 28일
33. ↑  山中伸弥所長、京都マラソンで４時間切る快走 - 요미우리 신문, 2015년 2월 16일
34. ↑  보관됨 2017-02-21 - 웨이백 머신 보관됨 2017-02-21 - 웨이백 머신 보관됨 2017-02-21 - 웨이백 머신 보관됨 2017-02-21 - 웨이백 머신 보관됨 2017-02-21 - 웨이백 머신 보관됨 2017-02-21 - 웨이백 머신 山中伸弥さん、５４歳で自己ベスト更新　京都マラソン 보관됨 2017-02-21 - 웨이백 머신 - 산케이 신문, 2017년 2월 19일
35. ↑  別大マラソン 山中教授、３時間２５分台完走　自己ベスト - 마이니치 신문, 2018년 2월 4일
36. ↑  “山中教授に洗濯機購入費を贈呈　閣僚有志”. 《니혼케이자이 신문》 (니혼케이자이 신문사). 2012년 10월 19일. 2020년 4월 19일에 확인함.
37. ↑  “再生医療研究に1100億円、iPS中心に　文科相表明”. 《니혼케이자이 신문》 (니혼케이자이 신문사). 2013년 1월 10일. 2020년 4월 19일에 확인함.
38. ↑  “山中伸弥による新型コロナウイルス情報発信”. 2020년 4월 4일에 원본 문서에서 보존된 문서. 2020년 4월 4일에 확인함.
39. ↑  “山中教授が新型コロナＨＰ開設　「最新の研究成果正確に発信」”. 《도쿄 신문》 (中日新聞東京本社). 2020년 3월 23일. 2023년 7월 15일에 확인함.
40. ↑  京都大学、iPS細胞研究所の山中伸弥所長が所長退任と発表、同研究所教授・主任研究者として基礎研究推進 - TechCrunch Japan, 2021년 12월 8일
41. ↑  ‘ファミリーヒストリー 山中伸弥〜町工場の魂　ノーベル賞へ〜’ - NHK, 2017년 10월 11일 방송
42. ↑  山中伸弥; 成田奈緒子 (2021). 《山中教授、同級生の小児脳科学者と子育てを語る》. 고단샤. 18쪽.
43. ↑  니혼케이자이 신문, 2012년 10월 8일자, 1면 → 《니혼케이자이 신문》 (니혼케이자이 신문사). 2012년 10월 8일. |제목=이(가) 없거나 비었음 (도움말);
44. ↑  山中伸弥; 成田奈緒子 (2021). 《山中教授、同級生の小児脳科学者と子育てを語る》. 고단샤. 79쪽.
45. ↑  「受賞は国の支援のたまもの」山中教授が会見 - 니혼케이자이 신문, 2012년 10월 8일
46. ↑  山中教授、遺伝子組み換えマウス“逃亡”で謝罪 - 산케이 스포츠(2014년 3월 2일), 2016년 12월 9일 확인
47. ↑  ノーベル賞「山中教授」が隠していた「小保方的」実験ノート - 주간 신초(2014년 5월 8·15일자), 2016년 12월 9일 확인
48. ↑  山中伸弥氏の論文画像類似事案（捏造指摘ではない） - 11jigen, 2016년 12월 9일 확인
49. ↑  山中教授「反省、おわび」　過去の論文疑義でデータ発見できず - 니혼케이자이 신문(2014년 4월 28일), 2016년 12월 9일 확인
50. ↑  “2000年にThe EMBO Journalに掲載された論文について”. 교토 대학 iPS 세포 연구소. 2014년 4월 28일. 2016년 12월 9일에 확인함.
51. ↑  ｉＰＳ細胞:山中所長「２０００年発表論文に不正ない」 - 마이니치 신문(2014년 4월 28일), 2016년 12월 9일 확인
52. ↑  ｉＰＳ細胞:山中所長の一問一答 - 마이니치 신문(2014년 4월 28일), 2016년 12월 9일 확인
53. ↑  京大 山中教授が自身の論文巡り会見 - NHK(2014년 4월 28일), 2016년 12월 9일 확인
54. ↑  보관됨 2016-12-20 - 웨이백 머신 보관됨 2016-12-20 - 웨이백 머신 보관됨 2016-12-20 - 웨이백 머신 보관됨 2016-12-20 - 웨이백 머신 보관됨 2016-12-20 - 웨이백 머신 보관됨 2016-12-20 - 웨이백 머신 「内容は一点の曇りもない」「生データ無いのは恥ずかしい」　山中伸弥教授の会見内容 보관됨 2016-12-20 - 웨이백 머신 - 산케이 신문(2014년 4월 28일), 2016년 12월 9일 확인
55. ↑   - 11jigen Twitter(28 Apr 2014), 2016년 12월 9일 확인
56. ↑  捏造問題にもっと怒りを - 일본의 과학을 생각한다, 2016년 12월 6일 확인
57. ↑  捏造問題にもっと怒りを · ガチ議論 - Disqus
58. ↑  2000年論文に関するThe EMBO Journalの見解 - 교토 대학 iPS 세포 연구소(2014년 5월 12일), 2016년 12월 9일 확인
59. ↑  나카야마 게이이치 (2014년 6월). “実は医学論文の七割が再現不可能 小保方捏造を生んだ科学界の病理”. 《분게이슌주》 92 (7): 97. 2018년 10월 25일에 원본 문서에서 보존된 문서. 2016년 12월 9일에 확인함.
60. ↑   - Jun Seita Twitter(2014년 4월 29일), 2016년 12월 9일 확인
61. ↑  Questions Surrounding iPS Cells in Japan - 2016년 5월 30일 작성, 2016년 12월 9일 확인
62. ↑   - 11jigen Twitter(28 Apr 2014), 2016년 12월 11일 확인
63. ↑  「謝罪会見、つらかった」 iPS山中教授にイノベーション大賞 - ascii.jp(2014년 7월 8일), 2016년 12월 9일 확인
64. ↑  挫折と失敗を力に。iPS細胞は「塞翁が馬」から生まれた - Kindai Picks 편집부, 2016년 12월 9일 확인
65. ↑  刊行物 교토 대학 iPS 세포 연구소, 2016년 12월 9일 확인
66. ↑  論文９本に捏造や改ざん、熊本大院教授らの不正認定 - 아사히 신문(2015년 3월 20일), 2016년 12월 9일 확인
67. ↑  “論文不正に関する処分について｜ニュース｜ニュース・イベント｜CiRA（サイラ） | 京都大学 iPS細胞研究所”. 《www.cira.kyoto-u.ac.jp》. 2019년 3월 4일에 확인함.
68. ↑  2012年ノーベル生理学・医学賞 山中伸弥教授 受賞おめでとうございます - 오사카 시립 대학
69. ↑  「2025年国際博覧会誘致特使」（万博誘致特使）が任命されました。 보관됨 2018-02-05 - 웨이백 머신 - 2025 일본 만국 박람회 유치위원회
70. ↑  こどもの本 中之島ホームページ（こどもの本 中之島とは）
71. ↑  “山中京大教授ら iPS細胞供給へ財団法人設立”. 《니혼케이자이 신문 전자판》. 2019년 12월 19일에 확인함.
72. ↑  “京都大学iPS細胞研究財団 公益認定取得のお知らせ” (보도 자료). 京都大学iPS細胞研究財団. 2020년 4월 1일. 2022년 4월 10일에 원본 문서에서 보존된 문서. 2022년 4월 10일에 확인함.
73. ↑  “朝日賞：過去の受賞者”. 아사히 신문. 2009년 11월 7일에 확인함.
74. ↑  Shinya Yamanaka 보관됨 2014-10-19 - 웨이백 머신 - Robert-Koch-Preis
75. ↑  “Announcement of The Shaw Laureates 2008”. The Shaw Prize. 2009년 6월 10일. 2009년 11월 1일에 확인함. [깨진 링크(과거 내용 찾기)]
76. ↑  “平成20年度上原賞受賞者”. 上原記念生命科学財団. 2009년 7월 28일에 원본 문서에서 보존된 문서. 2022년 5월 20일에 확인함.
77. ↑  第8回（平成20年度）山崎貞一賞　バイオサイエンス・バイオテクノロジー分野 - 재료과학기술진흥재단
78. ↑  “平成20年度島津賞受賞者及び研究開発助成金受領者”. 島津科学技術振興財団. 2011년 7월 6일에 원본 문서에서 보존된 문서. 2022년 4월 27일에 확인함.
79. ↑  “中日文化賞 受賞者一覧”. 주니치 신문. 2022년 5월 20일에 확인함.
80. ↑  “トムソン・ロイター 21名の新たなノーベル賞有力候補者を発表”. 톰슨 로이터. 2012년 10월 12일에 원본 문서에서 보존된 문서. 2010년 9월 21일에 확인함.
81. ↑  “Winners of the King Faisal International Prize (KFIP)for the year 1432H / 2011G”. The King Faisal Foundation. 2012년 8월 29일에 원본 문서에서 보존된 문서. 2012년 12월 1일에 확인함.
82. ↑  山中伸弥所長がアルバニー・メディカル・センター賞受賞 - 교토 대학 iPS 세포 연구소, 2011년 3월 17일
83. ↑  “The Nobel Prize in Physiology or Medicine 2012”. Nobelprize.org. 2012년 10월 8일. 2012년 10월 8일에 확인함.
84. ↑  山中・京大教授にノーベル賞　ｉＰＳ細胞の作製 - 니혼케이자이 신문, 2012년 10월 8일
85. ↑  “山中教授に賞金2億8千万円…ブレークスルー賞”. 요미우리 신문. 2013년 2월 21일. 2013년 2월 24일에 원본 문서에서 보존된 문서. 2013년 2월 21일에 확인함.
86. ↑  “ブレークスルー賞:山中教授ら11人に米の新設賞”. 마이니치 신문. 2013년 2월 21일. 2013년 2월 24일에 원본 문서에서 보존된 문서. 2013년 2월 21일에 확인함.
87. ↑  “紫綬褒章の受章者”. 47NEWS. 교도 통신사. 2008년 11월 2일. 2013년 5월 16일에 원본 문서에서 보존된 문서. 2023년 3월 4일에 확인함.
88. ↑  “安藤・三宅氏ら7人に文化勲章 ノーベル賞2氏も”. 니혼케이자이 신문. 2010년 10월 26일. 2023년 3월 21일에 확인함.
89. ↑  Nair, P. (2012). “Profile of Shinya Yamanaka”. 《Proceedings of the National Academy of Sciences》 109 (24): 9223–9225. doi:10.1073/pnas.1121498109. PMC 3386100. PMID 22619323.
90. ↑  “平成24年秋の叙勲等 文化勲章受章者”. 내각부. 2012년 11월 3일. 2013년 7월 10일에 원본 문서에서 보존된 문서. 2024년 5월 14일에 확인함.
91. ↑  나카지마 히데유키, 나카시마 긴이치(2012), ‘세포 분화’, 뇌과학사전(뇌과학사전 편집위원회)
92. ↑  도서관 기구: 야마나카 신야 교수 노벨 생리학·의학상 수상 관련 논문(Key Publication)을 공개했습니다 - 교토 대학 학술기관 리포지터리, 2012년 10월 11일
93. ↑  사이언스지에 실린 ‘인공다능성줄기세포’ (PDF)